# Paweł Skowroński
Paweł Skowroński (ur. 5 sierpnia 1984) – polski kanadyjkarz, zawodnik UKS Dojlidy, medalista mistrzostw świata i mistrzostw Europy w kajakarstwie.

## Życiorys
Na mistrzostwach świata zdobył wicemistrzostwo w 2006 w konkurencji C-4 500 m (z Pawłem Baraszkiewiczem, Marcinem Grzybowskim i Łukaszem Woszczyńskim oraz brązowy medal w 2010 w konkurencji C-2 200 m (z Pawłem Baraszkiewiczem).
Ponadto startował na mistrzostwach świata w 2005 (C-2 1000 m – 4 m., C-2 500 m – 5 m., C-2 200 m – 8 m.), w 2006 w konkurencji C-4 1000 m (4 m.), w 2007 (C-4 500 m – 4 m., C-4 1000 m – 8 m.), w 2009 (C-2 200 m – 5 m.), w 2010 w konkurencji C-2 1000 m (6 m.).
Na mistrzostwach Europy zdobył wicemistrzostwo w 2007 w konkurencji C-4 500 m (z Marcinem Grzybowskim, Łukaszem Woszczyńskim i Arkadiuszem Tońskim) oraz w 2009 w konkurencji C-2 500 (z Romanem Rynkiewiczem), a także brązowy medal w 2005 w konkurencji C-2 1000 m (z Romanem Rynkiewiczem).
Ponadto startował na mistrzostwach Europy w 2004 (C-4 500 m – 4 m.), w 2007 w konkurencji C-4 1000 m (6 m.), w 2008 (C-1 500 m – 7 m.), w 2010 (C-2 200 m – 5 m., C-4 1000 m – 6 m.), w 2011 (C-2 1000 m – 9 m.).
Po zakończeniu kariery zawodniczej zajął się działalnością trenerską, szkoląc młodzież w swoim macierzystym klubie. Objął funkcję prezesa Podlaskiej Federacji Sportu. W 2024 z ramienia Trzeciej Drogi uzyskał mandat radnego Białegostoku.